# Sankt Margarethen (Schleswig-Holstein)
Pour les articles homonymes, voir Sankt Margarethen.
Sankt Margarethen est une commune allemande du Schleswig-Holstein, située dans l'arrondissement de Steinburg (Kreis Steinburg), à huit kilomètres à l'est de la ville de Brunsbüttel. Sankt Margarethen fait partie de l'Amt Wilstermarsch qui regroupe 14 communes autour de Wilster.